# Henrietta Frances de Grey
Henrietta Frances de Grey, comtesse de Grey (22 juin 1784-2 juillet 1848) est une hôtesse politique et une philanthrope anglo-irlandaise.

## Enfance et famille
Henrietta Frances de Grey est née Henrietta Frances Cole à Florence Court dans le comté de Fermanagh, le 22 juin 1784. Elle est la plus jeune des dix enfants de William Cole, 1er comte d'Enniskillen, et de son épouse Anne, fille de Galbraith Lowry-Corry. Son oncle maternel est Armar Lowry-Corry, 1er comte Belmore. D'après ses premières lettres, il semble qu'elle est bien éduquée. Elle assisté à la cour vice-royale du château de Dublin à partir de 1802. Lorsque sa mère tombe malade en 1802, son père la confie à Florence Court. Thomas Weddell de Grey est « très frappé par elle » lorsqu'il la rencontre en septembre 1803. Il la demande en mariage le 23 juin 1805 et ils se marient le 20 juillet 1805 à la succession de Henry Luttrell, 2e comte de Carhampton, à Cobham, Surrey. Ils voyagent chez son mari à Putney et au domaine de Newby pour leur lune de miel.
Le couple est proche et leur correspondance témoigne d'un fort respect mutuel. Ils ont cinq enfants dont seules leurs deux filles aînées survivent jusqu'à l'âge adulte : 
- Ann Florence, comtesse Cowper (8 juin 1806-25 juillet 1880), fille aînée et cohéritière, qui épouse George Cowper, 6e comte Cowper. Elle est suo jure Baroness Lucas, ayant hérité ce titre de son père
- Thomas Philip (21 août 1807 - 30 mars 1810)
- Mary Gertrude (5 février 1809 - 11 juillet 1892), fille cadette et cohéritière
- Frederick William (11 avril 1810 - 6 février 1831)
- Anabel Elizabeth (11 octobre 1816 - 13 septembre 1827)

Elle est affectée durant le reste de sa vie par la mort prématurée de ses deux fils et d'une fille,,.

## Vie publique
Son mari ne fumant pas et de Grey préférant ne pas se retirer après le dîner dans un salon, elle est profondément engagée dans les conversations masculines à la bibliothèque après le dîner sur la politique. C'est là qu'elle a exerce une influence sur les hauts responsables politiques. C'est lors de ces réunions qu'elle commence une profonde amitié platonique avec Sir Robert Peel. À travers leurs lettres, il lui confie ses frustrations ainsi que des opinions religieuses et politiques qu'il ne partage pas avec ses collègues masculins. Elle le met en garde contre la crise de la chambre à coucher imminente en 1839 qui aide Peel à négocier la situation et le conduit à former un gouvernement en 1841. Elle est opposée aux invitations de Peel à son mari de devenir seigneur lieutenant d'Irlande, car elle ne veut pas quitter leur nouvelle maison à Wrest Park et la société en général en Angleterre.
En septembre 1841, son mari accepte la demande de Peel et devient seigneur lieutenant d'Irlande. En tant qu'épouse, de Grey est sa fervente partisane, et les journaux de l'époque notent la fréquence avec laquelle elle est à ses côtés. Ayant assisté à la cour de Dublin dans sa jeunesse, de Grey tient la plus grande réception vice-royale à Dublin depuis la visite du roi George IV en 1821 en novembre 1841, continuant à divertir à grande échelle. Ces événements ont des motivations différentes, notamment d'essayer de rassembler les communautés et tenter de dissuader les protestants de marcher en réponse aux réunions d'abrogation. Toujours intéressée par la philanthropie, elle suggère des travaux publics pour stimuler l'emploi en Irlande qui sont financés par des domaines royaux, et des plans pour encourager les industries locales à Dublin.
D'après ses lettres, il est clair qu'elle n'a pas sympathisé avec les opinions de l'Ordre d'Orange, et contrairement aux allégations dans les journaux et les biographies de son mari, elle n'influence pas les vues de son mari envers les opinions de l'Ordre. Lorsqu'il tombe malade en 1844, de Grey reprend sa correspondance politique et négocie sa retraite et la sélection de William à Court, 1er baron Heytesbury comme successeur. Après sa retraite, elle reste partisane de Peel, y compris sa politique d'augmenter la subvention Maynooth. Elle a de grandes réserves quant à savoir si l'Irlande bénéficierait de l'abrogation des lois sur les céréales, soutenant que la famine irlandaise était due à une « pénurie d'argent » plutôt qu'à un manque de nourriture.
Au début de 1848, la santé de de Grey commence à décliner et elle meurt au 4 St James's Square à Londres le 2 juillet 1848 d'un cancer. Elle est enterrée dans le mausolée de Grey avec une tombe sculptée par Terence Farrell. Des portraits de de Grey sont conservés à Florence Court, à la National Portrait Gallery de Londres et à la National Gallery of Ireland.